# Ceropales
Ceropales is een geslacht van vliesvleugelige insecten van de familie spinnendoders (Pompilidae).

## Soorten
- C. albicincta (Rossius, 1790)
- C. bicoloripes Moczar, 1967
- C. bipartita Haupt, 1962
- C. cribrata Costa, 1881
- C. helvetica Tournier, 1889
- C. maculata - gele sluipspinnendoder Fabricius, 1775
- C. pygmaea Kohl, 1880
- C. variegata - rode sluipspinnendoder (Fabricius, 1798)